# Autophila einsleri
Autophila einsleri là một loài bướm đêm trong họ Erebidae.